# Michel Host
Michel Host (Veurne, 1942 - París, 6 de junio de 2021) fue un escritor francés nacido en el Flandes francés. Ganó el premio Goncourt en 1986 con la novela Valet de nuit, de la que se vendieron 60 000 ejemplares.

## Biografía
Creció en una pequeña ciudad de provincias y durante su infancia estuvo interno en un colegio católico durante ocho años. Con 19 años, marchó a París, donde se convirtió en profesor de primaria. Cursó estudios superiores de español en la Sorbona y se convirtió en profesor de esta lengua en diversos liceos, entre ellos el Janson de Sailly. Más tarde, enseñó literatura española del Siglo de Oro a estudiantes de licenciatura y en el CNED (Centre national d'enseignement à distance). También enseñó Estudios Hispánicos en la Sorbona.
Paralelamente, escribió su primera novela, seis años de trabajo que le valieron el premio Robert Walser. A continuación, con 44 años, ganó el premio Goncourt con Valet de nuit, sobre el enfrentamiento entre una madre y su hijo que viven encerrados en un apartamento en París.
Fue cronista literario en la revista bimestral sobre literatura Revue des deux Mondes, y en Révolution, que luego se convirtió en Regards, y fue cofundador de la revista L’Art du bref, en 1995, y presidente de honor de la revista electrónica La Cause Littéraire.

## Obra
- L'Ombre, le Fleuve, l'Eté, novela, Grasset, 1983, Premio Robert Walser 1984 (Bienne, Suisse) otorgado por primera vez a un novelista francés.
- Valet de nuit, novela,  Grasset, 1986, premio Goncourt. En castellano, Galán de noche, Ediciones B, 1987
- Les Cercles d'or, relatos, Grasset, 1989
- La Soirée, novela, Éditions Maren Sell, 1989. Reedición de bolsillo, Ed. Mille & Une Nuits, 2002
- La Maison Traum, novela, Grasset, 1990
- Images de l'Empire, roman d'un chroniqueur, Éditions Ramsay / De Cortanze, 1991. Reedición 2001, Ed. Olympio, on line
- Forêt Forteresse, conte pour aujourd'hui, La Différence, 1993
- L'Affaire Grimaudi, novela, (en colaboración con Alain Absire, J-C. Bologne, D. Noguez, C. Pujade-Renaud, M. Winckler, D. Zimmermann), Éditions du Rocher, 1995
- Peter Sis, l'imagier du temps, Grasset, 1996
- Les attentions de l'enfance, relatos, Bernard Dumerchez, 1996, premio de Picardie
- Journal de vacances d'une chatte parisienne, Éditions La Goutte d'Eau, 1996
- Déterrages/villes, poemas, Bernard Dumerchez, 1997
- Roxane, novela, Zulma-Calmann-Lévy, 1997
- Graines de pages, prosas & poemas sobre 60 fotografías de Claire Garate, Ginebra, Éditions Eboris, 1999
- Regards, album, Éditions Blanc-Mesnil 2000, 1999
- Alentours, petites proses, l'Escampette, 2001
- Heureux mortels, relatos, Fayard, 20013
- Poème d'Hiroshima, oratorio, Éditions Rhubarbe, 2005
- Le petit chat de neige, relatos, Éditions Rhubarbe, 2007
- L'amazone boréale, relatos, Éditions Le Grand Miroir, 2008
- Figurations de l'amante, postface de Didier Bazy, Éditions de l'Atlantique, 2010
- Mémoires du serpent, novela, Éditions Hermann, 2010
- Petit vocabulaire de survie. Contre les agélastes & la timidité de la pensée et du dire, diccionario, Éditions Hermann, 2012

Prefacios
- Les Degrés du regard, antología de poemas de Nùno Judice, traducidos del portugués por Michel Chandeigne, l'Escampette, 1993
- La Araucana, de Alonso de Ercilla, traducido del español por Alexandre Nicolas, UTZ, 1993

Traducciones
- Sonnets de Luis de Gongora y Argote (Ed. Bernard Dumerchez)